# Nowe Dębe Wielkie
Nowe Dębe Wielkie – jeden z dwóch przystanków w Dębem Wielkim, położony pośrodku (w południowo-wschodniej części Dębego).
Przystanek składa się z dwóch peronów krawędziowych standardowej wysokości (wysokich), wykończonych elementami betonowymi. Perony nie znajdują się naprzeciwko siebie i są oddzielone przejazdem kolejowo-drogowym kategorii B.

## Ruch pasażerski[1]
| Rok  | Wymiana pasażerska na dobę |
| ---- | -------------------------- |
| 2017 | 700-999                    |
| 2018 | 700-999                    |
| 2019 | 1000-1500                  |
| 2020 | 700-999                    |
| 2021 | 1000-1500                  |
| 2022 | 1000-1500                  |
| 2023 | 1000-1500                  |

## Połączenia pasażerskie
Na przystanku zatrzymują się wyłącznie pociągi obsługujące wszystkie dostępne przystanki.
- Grodzisk Mazowiecki
- Łowicz
- Łuków
- Mińsk Mazowiecki
- Siedlce
- Skierniewice
- Warszawa Zachodnia
- Żyrardów